# بییا ویستا
بییا ویستا (به اسپانیایی: Bella Vista) شهری در کشور آرژانتین، استان بوئنوس آیرس است که در سال ۲۰۰۹ میلادی، حدود ۶۷٬۹۳۶ نفر جمعیت داشته است.